# Dringue, Castrito y la lámpara de Aladino
Dringue, Castrito y la lámpara de Aladino es una película en blanco y negro de Argentina dirigida por Luis José Moglia Barth sobre el guion de Emilio Villalba Welsh que se estrenó el 18 de febrero de 1954 y que tuvo como protagonistas a Dringue Farías, Carlos Castro "Castrito", la actriz y cantante mexicana Carmen Amaya, Pascual Nacaratti y Tincho Zabala.

## Sinopsis
Una aventura de espionaje entrelazada con la famosa lámpara mágica del cuento de Las mil y una noches.

## Reparto
- Dringue Farías ... Dringue
- Carlos Castro ... Castrito
- Carmen Torres ... Maritza Moltai / princesa Eulalia
- Pascual Nacaratti
- Tincho Zabala ... Agente de Totalonia
- Carlos Enríquez ... Genio de la lámpara / Agente de policía
- Mariano Bauzá ... Espía de Totalonia
- Carmen Amaya … Bailarina
- Teresa Pintos
- Eduardo Armani
- Alfonso Pisano

## Comentarios
King opinó:

”Un film para reír…pertenece a ese género de películas donde cualquier situación tiene expresión si se considera que pueden hacer reír.”

Manrupe y Portela escriben :

”Comedia de extracción teatral, hoy definitivamente anticuada e ineficaz.”